# Bering Ø
Bering Ø (russisk:Остров Беринга) er en klippeø, den største af Kommandørøerne, som tilhører Rusland og ligger syd for Beringshavet ud for kysten af Kamtjatka.
Øen ligger ved 55° nordlig bredde og 166° 15' østlig længde. Den er 37 til 45 kilometer bred, 111 kilometer lang og op til 757 meter høj (Gora Stellera). Arealet er ca. 1660 kvadratkilometer og bebos af ca. 700 mennesker, som lever af fiskeri og jagt. Flere indsøer og mineralske kilder findes på øen, der for en stor del er naturbeskyttelsesområde (www.worldwildlife.org)

## Klima
Klimaet er påvirket af havet, og temperaturen svinger derfor ikke så meget som i resten af Sibirien. Januar:- 3 grader Celsius, juli + 11 grader Celsius. Gennemsnit for hele året er + 2,8 grader Celsius. Ofte indhylles øen i tåge eller storme.
Øen er dækket af moser, heder og buske (dværgbirk, gylden rhododendron) og har en rig fauna. Forskellige arter som polarræv og havodder forekommer. I havet ud for øen findes hvaler og sæler.
Øen blev opdaget af Vitus Bering, som døde der den 19. december 1741.